# Atelier Ryza: Ever Darkness & the Secret Hideout
Az Atelier Ryza: Ever Darkness & the Secret Hideout szerep-videójáték, az Atelier sorozat huszonegyedik főjátéka, melyet a Gust Co. Ltd. fejlesztett és a Koei Tecmo jelentetett meg. A játék Japánban 2019 szeptemberében, Észak-Amerikában 2019 októberében, míg a PAL területeken 2019 novemberében jelent meg Microsoft Windows, Nintendo Switch és PlayStation 4 platformokra.
A játék 2020 szeptemberében mangaadaptációt, majd 2020 decemberében Atelier Ryza 2: Lost Legends & the Secret Fairy címmel közvetlen folytatást kapott.

## Cselekmény
Az Atelier Ryza cselekményének középpontjában a Kurken Sziget nyugalmára ráunt Reisalin Stout áll. Barátaival egy csónakban átevickélnek a szárazföldre, ahol összeismerkednek Empel Vollmerrel, aki megtanítja Stoutnak az alkímia alapjait. Stout elhatározza, hogy alkimista lesz és megoldja a sziget összes baját.

## Játékmenet
Az Atelier Ryza japán szerepjáték, amely az alkímia képében jelentős tárgykészítési oldallal rendelkezik. A játék egy módosított körökre osztott harcrendszert alkalmaz, amely valós idejű elemekkel is rendelkezik. Az idő megállás nélkül halad miközben a játékos parancsokat ad az osztagjának tagjainak. Az egyszerű fegyveres támadásokkal akciópontokat lehet szerezni, amikkel vagy képességeket és speciális támadásokat lehet aktiválni vagy az osztag taktikai szintjét lehet megnöveli, ezzel annak tagjai erősebb képességekhez is hozzáférhetnek.
A játék a csatákon kívül az alkímiára helyezi a hangsúlyt. A játékos ennek keretében a csatatereken erőforrásokat gyűjthet, majd a tárgykészítés során elementális csomópontokba helyezheti azokat új tárgyak vagy akár új receptek megalkotásához. Az Atelier Ryza egyik másik újítása a gyűjtögetés és a tárgykészítés automatizálásának lehetősége.

## Megjelenés
A játék 2019. szeptember 26-án jelent meg Japánban, 2019. október 29-én Észak-Amerikában és 2019. november 1-jén a PAL területeken. A PlayStation 4- és a Nintendo Switch-verziók fizikai formában is megjelentek, míg a Microsoft Windows-verzió kizárólag a Steam kínálatában érhető el. A konzolos verziók a Nintendo eShopon és a PlayStation Store-on is kaphatóak.

## Fogadtatás
| Összegzőoldal | Értékelés                         |
| ------------- | --------------------------------- |
| Metacritic    | NS: 84/100 PC: 75/100 PS4: 75/100 |

| Szerző   | Értékelés |
| -------- | --------- |
| Famicú   | 34/40     |
| OPM (UK) | 7/10      |
| RPGamer  | 3,5/5     |

A Metacritic kritikaösszegző weboldal adatai szerint a játék mindhárom verziója „általánosságban kedvező” kritikai fogadtatásban részesült. PJ O’Reilly a Nintendo Life weboldalon azt írta, hogy a játék a felújított harcrendszerével „új szintre emelte a sorozatot”. Az átdolgozott alkímiarendszerről úgy vélekedett, hogy az Atelier sorozat tárgykészítésének hagyományos mélységét a letisztultabb rendszerrel kiegyensúlyozták. A játék érzelmes történetmesélését és az erős főszereplőit is kiemelte, azonban a játék korai szakaszára jellemző lassú cselekményvezetést és az unalmas mellékküldetéseket már negatívumként hozta fel.
A játékból 2020. augusztus 26-ig 500 000 példányt adtak el, ezzel a sorozat legkelendőbb tagja.
A játékot Reisalin Stout révén jelölték a 2019-es Famicú–Dengeki díjátadó „legjobb szereplő” kategóriájában.

## Fordítás
- Ez a szócikk részben vagy egészben  az   Atelier Ryza: Ever Darkness & the Secret Hideout című angol Wikipédia-szócikk ezen változatának fordításán alapul.  Az eredeti cikk szerkesztőit annak laptörténete sorolja fel. Ez a jelzés csupán a megfogalmazás eredetét és a szerzői jogokat jelzi, nem szolgál a cikkben szereplő információk forrásmegjelöléseként.